# Данхэм, Джейсон Ли
Джейсон Ли Данхэм (10 ноября 1981, Scio, Нью-Йорк — 22 апреля 2004, Walter Reed National Military Medical Center, Мэриленд) — капрал Корпуса морской пехоты США посмертно награждённый медалью Почёта за свои действия в ходе службы в составе 3-го батальона седьмого полка во время Иракской войны. Его патруль в г. Хусайбахе был атакован и он намеренно накрыл собой гранату, чтобы спасти своих соседей морских пехотинцев. Данхэм был тяжело ранен и умер восемь дней спустя.

## Биография
Родился 10 ноября 1981 года в г. Шо, округа Аллегейни, штат Нью-Йорк, жил там со своими родителями Дэном и Деб, двумя братьями и сестрой. Окончил хай-скул Шо в 2000 году , играл в школьной баскетбольной команде.
Данхэм вступил в ряды Корпуса морской пехоты в 2000 году. По завершении рекрутской подготовки 27 октября во взводе 2092 роты «Гольф» и до 2003 года служил часовым в службе безопасности базы подлодок Кингс-бей, штата Джорджия.
В начале 2004 году Данхэм служил командиром отделения в 4-м взводе роты К, 3-го батальона, 7-го полка, первой дивизии морской пехоты первого корпуса экспедиционных сил морской пехоты. Его часть находилась в аль-Карабилахе.
14 апреля 2004 года конвой командира батальона был атакован близ Хусайябада, на расследование был направлен 4-й взвод. Данхэм и его отделение останавливли множество машин, замеченных близ места нападения, патруль задержался для проверки наличия оружия. Когда отделение приблизилось к машине «Тойота ланд крузер» и обнаружил автомат АК-47, водитель выскочил наружу и, пытаясь убежать, обстрелял морских пехотинцев. Данхэм бросился вперёд, пытаясь в рукопашном бою скрутить противника. Во время схватки тот бросил гранату «Милз 36М».
Данхэм, пытаясь спасти товарищей, бросился на гранату и накрыл её свои шлемом PASGT и телом, выкрикнув предупреждение «смотрите за его руками». Данхэм, сам повстанец и два морских пехотинца, оказавшиеся рядом, получили ранение осколками гранаты.
Данхэм получил тяжёлое ранение от взрыва гранаты и был немедленно эвакуирован. Через несколько дней его в состоянии комы доставили в Национальный военно-медицинский центр в Бетесде, штат Мэриленд. Было установлено, что из-за повреждения мозга он вряд ли восстановится. Восемь дней спустя, 22 апреля 2004 года он был отключен от системы жизнеобеспечения, его родители присутствовали при кончине сына. Бал похоронен на кладбище Фейрлаун своего родного города. Вскоре после его кончины Комендант Корпуса морской пехоты Майкл Хейджи наградил Данхэма медалью Пурпурное сердце.
В 2004 году Майкл М. Филлипс, штатный писатель газеты The Wall Street Journal написал статью о действиях Данхэма, она вышла на странице А1 издания от 25 мая. В 2005 году Филлипс опубликовал рассказ The Gift of Valor: A War Story о жизни Данхэма.

## Награды
Данхэм получил следующие награды:
| A light blue ribbon with five white five pointed stars |  |  |  |  |  |
|                                                        |  |  |  |  |  |
| Бронзовая звезда за службу                             |  |  |  |  |  |
|                                                        |  |  |  |  |  |

| Медаль Почёта                                               | Медаль Почёта                                               | Пурпурное сердце                                     | Пурпурное сердце                                     | Боевая ленточка                         | Боевая ленточка                         |
| Похвальная благодарность армейской воинской части (для ВМС) | Похвальная благодарность армейской воинской части (для ВМС) | Медаль «За безупречную службу» (для морской пехоты)  | Медаль «За безупречную службу» (для морской пехоты)  | Медаль «За службу национальной обороне» | Медаль «За службу национальной обороне» |
| Медаль «За Иракскую кампанию» с одной Звездой за кампанию   | Медаль «За Иракскую кампанию» с одной Звездой за кампанию   | Медаль «За участие в глобальной войне с терроризмом» | Медаль «За участие в глобальной войне с терроризмом» | Navy Sea Service Deployment Ribbon      | Navy Sea Service Deployment Ribbon      |
| Sharpshooter Rifle marksmanship badge                       | Sharpshooter Rifle marksmanship badge                       | Sharpshooter Rifle marksmanship badge                | Expert Pistol marksmanship badge                     | Expert Pistol marksmanship badge        | Expert Pistol marksmanship badge        |